# Grande Prêmio do Brasil de 1988
Resultados do Grande Prêmio do Brasil de Fórmula 1 realizado em Jacarepaguá em 3 de abril de 1988. Primeira etapa do campeonato, foi vencido pelo francês Alain Prost, da McLaren-Honda, com Gerhard Berger em segundo pela Ferrari e Nelson Piquet em terceiro pela  Lotus-Honda.

## Resumo

### Jacarepaguá antes da prova
O primeiro a sentir as emoções da velocidade em 1988 foi o tricampeão Nelson Piquet, que em 20 de janeiro foi agraciado com a chave simbólica do Autódromo de Jacarepaguá pelo prefeito Saturnino Braga numa cerimônia realizada no Copacabana Palace naquele mesmo dia para honrar o fato de que o autódromo carioca foi rebatizado com o nome do famoso esportista, homenagem similar à prestada pelo Autódromo de Brasília. Tão admirado era o piloto, que este pôde testar sua Lotus nos primeiros dias de março, uma semana antes da abertura dos testes de pneus, por deferência de Piero Gancia, presidente da Confederação Brasileira de Automobilismo.
Testes de inverno indicaram que a Ferrari manteria a vantagem que conquistou ao vencer as duas últimas corridas de 1987, apesar de ter apenas uma versão atualizada do seu carro enquanto a McLaren-Honda e a Williams, agora com motores Judd V8 aspirados, conceberam bólidos potencialmente competitivos. O furor em relação à equipe italiana foi alimentado pelo seu desempenho nos testes de pré-temporada no Rio de Janeiro marcando tempos mais rápidos tanto em relação às rivais quanto em comparação ao ano anterior, não obstante divagações sobre a influência da válvula "pop-off" nos resultados. Dispositivo imposto pela FISA para impedir que os times excedam o limite fixado para a pressão dos motores turbo, a válvula abre no instante que a limitação é atingida e libera o excesso de energia como se o motor fosse uma panela de pressão. Críticos da válvula apontam uma falha potencial no mecanismo, o qual pode abrir devido às trepidações originárias do contato entre o bólido e o asfalto.
Dentre os pilotos presentes em Jacarepaguá à abertura da temporada estavam o tricampeão Nelson Piquet e seu compatriota Ayrton Senna, tristemente envolvidos numa troca de injúrias sobre a intimidade e vida privada de cada um numa batalha verbal onde sobressaíram-se declarações de baixo calão envolvendo, inclusive, a figura de terceiros. Sabiamente alheios ao que se passava, os demais competidores cuidavam de suas próprias vidas: Alex Caffi, por exemplo, teve que utilizar um chassis da Formula 3000 modificado para que seu Scuderia Italia pudesse competir sob o nome Dallara, pois o bólido construído para correr na Fórmula 1 ainda não estava pronto. Ressalte-se que este "improviso" não passou da pré-classificação, mas marcou a última corrida do motor Ford-Cosworth DFV na categoria.
Na seara das estreias citamos o brasileiro Maurício Gugelmin (March-Judd), o espanhol Luis Pérez-Sala (Minardi-Ford) e o argentino Oscar Larrauri (EuroBrun-Ford) entre os classificados para a corrida enquanto o britânico Julian Bailey (Tyrrell-Ford) e o jovem alemão Bernd Schneider (Zakspeed) não lograram classificação. Entre as equipes cabe citar a EuroBrun de Larrauri e Stefano Modena e a Rial Racing do veterano Andrea de Cesaris como piloto único. Em aditamento cabe lamentar a ausência da tradicional equipe Brabham.

### Alain Prost, o Rei do Rio
Em sua última temporada como força motriz da categoria, os turbocompressores mantêm o predomínio no momento de uma competição, tal como evidenciam os tempos de Ayrton Senna na sexta-feira e também no sábado quando o brasileiro assegurou a pole position em sua estreia pela McLaren impulsionado pelo motor Honda, entretanto sobressaiu-se o segundo lugar de Nigel Mansell com sua Williams empurrada por um motor Judd aspirado. Aliás, das quatro melhores equipes de 1987 o time de Frank Williams é o único a não usar os engenhos turbo. Alain Prost restabeleceu a fileira dos motores turbo ao ficar em terceiro lugar com a outra McLaren enquanto a Ferrari pôs Gerhard Berger em quarto e Michele Alboreto em sexto, estes separados por Nelson Piquet em sua Lotus e somente em sétimo surge outro carro com motor aspirado, a Benetton do belga Thierry Boutsen.
Após conduzir uma volta de apresentação em ritmo lento, Ayrton Senna chegou à posição de honra do grid, mas a quebra da alavanca de câmbio de sua McLaren o fez sinalizar para a direção de prova e forçar um novo procedimento de largada quase ao mesmo tempo que a March (que completaria 150 corridas) de Ivan Capelli começou a expelir fumaça. Contrariado, o brasileiro foi à procura do carro reserva (originalmente ajustado para Alain Prost) e foi obrigado a largar dos boxes tendo Capelli atrás de si. Na largada Alain Prost acelerou sua McLaren, aproveitou o espaço vazio à sua frente e superou a Williams de Nigel Mansell na curva um para assumir a liderança com Mansell logo atrás, mas este perderia o segundo lugar para Gerhard Berger. Quanto aos brasileiros tínhamos o quarto lugar de Nelson Piquet, o vigésimo primeiro de Senna e a desilusão de Maurício Gugelmin, vítima duma quebra de câmbio após 200 metros de prova com sua March. A esta altura Michele Alboreto, companheiro de Berger na Ferrari, e Thierry Boutsen, da Benetton, fechavam a zona de pontuação, mas este superaria seu rival italiano no oitavo giro e sairia à caça de Piquet, o qual resistia graças à maior potência de seu motor Honda turbo nas retas. Na décima terceira volta Senna tomou o sexto lugar de Alboreto e após curto espaço de tempo suplantou tanto Boutsen quanto Piquet ascendendo ao quarto lugar. Forçando seu ritmo, Ayrton Senna chegou ao segundo posto antes da vigésima volta graças ao superaquecimento do motor de Nigel Mansell e ao pit stop de Gerhard Berger.
Com Alain Prost e Ayrton Senna nas primeiras posições, a McLaren realizou seu trabalho nos boxes, mas auferiu resultados diferentes no regresso à pista: o francês manteve a liderança enquanto seu companheiro de equipe foi relegado ao sexto lugar. Não bastasse a desvantagem em si, Ayrton Senna foi desclassificado pelos comissários na trigésima volta por trocar de carro num período vetado pelo regulamento, pois nenhuma permuta deve ocorrer quando tremula a bandeira verde antes da largada. Esta situação mudaria somente se a direção de prova tivesse anulado o procedimento de largada e iniciado outro. Mediante a clareza do dispositivo não houve protestos ou reclamações de natureza formal, contudo Senna inteirou mais uma volta antes de atender a bandeira preta e recolher-se aos boxes. Indiferente às agruras do rival, Prost mantinha-se na liderança quinze segundos adiante de Berger e quarenta e dois à frente de Piquet.
Tendo nas mãos um carro equilibrado, Alain Prost contou ainda com a segunda janela de pit stops de seus adversários e abriu uma diferença confortável em relação aos seus perseguidores, muito embora o austríaco Gerhard Berger tenha assinalado a melhor volta da prova com sua Ferrari na quadragésima quinta volta. No giro seguinte ocorreu o lance mais bonito do dia: em quinto lugar, a Lotus de Nelson Piquet ultrapassou ao mesmo tempo a Arrows do britânico Derek Warwick e a Benetton de Thierry Boutsen numa manobra em plena reta à frente das arquibancadas onde Warwick, ao centro, superou Boutsen, à sua direita, e Piquet, à esquerda de Warwick, ultrapassou ambos para assumir o terceiro lugar. Muitos segundos adiante, Prost diminuiu o ritmo para poupar seu carro e compensar o fato de que fez apenas uma parada nos boxes e com isso Berger reduziu sua desvantagem para menos de dez segundos na quinquagésima quinta volta, mas o francês da McLaren fez valer sua experiência de bicampeão mundial e manteve seu rival a uma distância segura e ao final de 60 voltas Alain Prost venceu a quinta de oito corridas que disputou na cidade do Rio de Janeiro com Gerhard Berger em segundo e Nelson Piquet (no 170º pódio da Lotus) em terceiro, com Derek Warwick, Michele Alboreto e Satoru Nakajima completando a zona de pontuação.
Por fim cabe ressaltar um fato: Alain Prost e Nelson Piquet alternam-se como vencedores do Grande Prêmio do Brasil desde 1982.

## Classificação

### Pré-classificação
| Pos.    | Nº | Piloto            | Construtor    | Tempo    | Diferença |
| ------- | -- | ----------------- | ------------- | -------- | --------- |
| 1       | 22 | Andrea de Cesaris | Rial-Ford     | 1:37.033 | —         |
| 2       | 33 | Stefano Modena    | EuroBrun-Ford | 1:37.886 | + 0.853   |
| 3       | 32 | Oscar Larrauri    | EuroBrun-Ford | 1:38.276 | + 1.243   |
| 4       | 31 | Gabriele Tarquini | Coloni-Ford   | 1:43.869 | + 6.836   |
| DNPQ    | 36 | Alex Caffi        | Dallara-Ford  | 1:46.442 | + 9.409   |
| Fontes: |    |                   |               |          |           |

### Treinos classificatórios
| Pos.    | N.º | Piloto             | Construtor      | Q1       | Q2       | Grid     |
| ------- | --- | ------------------ | --------------- | -------- | -------- | -------- |
| 1       | 12  | Ayrton Senna       | McLaren-Honda   | 1:30.218 | 1:28.096 | —        |
| 2       | 5   | Nigel Mansell      | Williams-Judd   | 1:30.928 | 1:28.632 | + 0.536  |
| 3       | 11  | Alain Prost        | McLaren-Honda   | 1:31.975 | 1:28.782 | + 0.686  |
| 4       | 28  | Gerhard Berger     | Ferrari         | 1:32.123 | 1:29.026 | + 0.930  |
| 5       | 1   | Nelson Piquet      | Lotus-Honda     | 1:32.888 | 1:30.087 | + 1.991  |
| 6       | 27  | Michele Alboreto   | Ferrari         | 1:32.523 | 1:30.114 | + 2.018  |
| 7       | 20  | Thierry Boutsen    | Benetton-Ford   | 1:32.060 | 1:30.140 | + 2.044  |
| 8       | 6   | Riccardo Patrese   | Williams-Judd   | 1:34.070 | 1:30.439 | + 2.343  |
| 9       | 16  | Ivan Capelli       | March-Judd      | 1:33.546 | 1:30.929 | + 2.833  |
| 10      | 2   | Satoru Nakajima    | Lotus-Honda     | 1:33.293 | 1:31.280 | + 3.184  |
| 11      | 17  | Derek Warwick      | Arrows-Megatron | 1:34.323 | 1:31.713 | + 3.617  |
| 12      | 19  | Alessandro Nannini | Benetton-Ford   | 1:31.722 | 1:32.748 | + 3.626  |
| 13      | 15  | Maurício Gugelmin  | March-Judd      | 1:34.037 | 1:31.833 | + 3.737  |
| 14      | 22  | Andrea de Cesaris  | Rial-Ford       | 1:34.988 | 1:32.275 | + 4.179  |
| 15      | 18  | Eddie Cheever      | Arrows-Megatron | 1:33.787 | 1:32.843 | + 4.747  |
| 16      | 30  | Philippe Alliot    | Lola-Ford       | 1:35.930 | 1:32.933 | + 4.837  |
| 17      | 29  | Yannick Dalmas     | Lola-Ford       | 1:36.832 | 1:33.408 | + 5.312  |
| 18      | 25  | René Arnoux        | Ligier-Judd     | 1:37.214 | 1:34.474 | + 6.378  |
| 19      | 14  | Philippe Streiff   | AGS-Ford        | 1:37.601 | 1:34.481 | + 6.385  |
| 20      | 24  | Luis Pérez-Sala    | Minardi-Ford    | 1:36.593 | 1:34.532 | + 6.436  |
| 21      | 26  | Stefan Johansson   | Ligier-Judd     | 1:37.454 | 1:34.579 | + 6.483  |
| 22      | 3   | Jonathan Palmer    | Tyrrell-Ford    | 1:38.628 | 1:34.686 | + 6.590  |
| 23      | 23  | Adrian Campos      | Minardi-Ford    | 1:36.593 | 1:34.886 | + 6.790  |
| 24      | 33  | Stefano Modena     | EuroBrun-Ford   | 1:37.506 | 1:34.910 | + 6.814  |
| 25      | 31  | Gabriele Tarquini  | Coloni-Ford     | 1:41.149 | 1:35.407 | + 7.311  |
| 26      | 32  | Oscar Larrauri     | EuroBrun-Ford   | 1:38.927 | 1:35.711 | + 7.615  |
| DNQ     | 4   | Julian Bailey      | Tyrrell-Ford    | 1:39.711 | 1:36.137 | + 8.041  |
| DNQ     | 9   | Piercarlo Ghinzani | Zakspeed        | 1:40.431 | 1:37.621 | + 9.525  |
| DNQ     | 21  | Nicola Larini      | Osella          | 1:38.927 | 1:38.371 | + 10.275 |
| DNQ     | 10  | Bernd Schneider    | Zakspeed        | 1:45.540 | 1:38.614 | + 10.518 |
| Fontes: |     |                    |                 |          |          |          |

### Corrida
| Pos.    | N.º | Piloto             | Construtor      | Voltas | Tempo/Diferença | Grid | Pontos     |
| ------- | --- | ------------------ | --------------- | ------ | --------------- | ---- | ---------- |
| 1       | 11  | Alain Prost        | McLaren-Honda   | 60     | 1:36:06.857     | 3    | 9          |
| 2       | 28  | Gerhard Berger     | Ferrari         | 60     | + 9.873         | 4    | 6          |
| 3       | 1   | Nelson Piquet      | Lotus-Honda     | 60     | + 1:08.591      | 5    | 4          |
| 4       | 17  | Derek Warwick      | Arrows-Megatron | 60     | + 1:13.348      | 11   | 3          |
| 5       | 27  | Michele Alboreto   | Ferrari         | 60     | + 1:14.556      | 6    | 2          |
| 6       | 2   | Satoru Nakajima    | Lotus-Honda     | 59     | + 1 volta       | 10   | 1          |
| 7       | 20  | Thierry Boutsen    | Benetton-Ford   | 59     | + 1 volta       | 7    |            |
| 8       | 18  | Eddie Cheever      | Arrows-Megatron | 59     | + 1 volta       | 15   |            |
| 9       | 26  | Stefan Johansson   | Ligier-Judd     | 57     | + 3 voltas      | 21   |            |
| Ret     | 22  | Andrea de Cesaris  | Rial-Ford       | 53     | Motor           | 14   |            |
| Ret     | 3   | Jonathan Palmer    | Tyrrell-Ford    | 47     | Transmissão     | 22   |            |
| Ret     | 24  | Luis Pérez-Sala    | Minardi-Ford    | 46     | Chassis         | 20   |            |
| Ret     | 30  | Philippe Alliot    | Lola-Ford       | 40     | Suspensão       | 16   |            |
| Ret     | 31  | Gabriele Tarquini  | Coloni-Ford     | 35     | Suspensão       | 25   |            |
| Ret     | 14  | Philippe Streiff   | AGS-Ford        | 35     | Freios          | 19   |            |
| Ret     | 29  | Yannick Dalmas     | Lola-Ford       | 32     | Motor           | 17   |            |
| DSQ     | 12  | Ayrton Senna       | McLaren-Honda   | 31     | Desclassificado | 1    | [ nota 1 ] |
| Ret     | 25  | René Arnoux        | Ligier-Judd     | 23     | Embreagem       | 18   |            |
| Ret     | 33  | Stefano Modena     | EuroBrun-Ford   | 20     | Motor           | 24   |            |
| Ret     | 5   | Nigel Mansell      | Williams-Judd   | 18     | Motor           | 2    |            |
| Ret     | 19  | Alessandro Nannini | Benetton-Ford   | 7      | Motor           | 12   |            |
| Ret     | 6   | Riccardo Patrese   | Williams-Judd   | 6      | Motor           | 8    |            |
| Ret     | 16  | Ivan Capelli       | March-Judd      | 6      | Motor           | 9    |            |
| Ret     | 23  | Adrián Campos      | Minardi-Ford    | 5      | Chassis         | 23   |            |
| Ret     | 15  | Maurício Gugelmin  | March-Judd      | 0      | Câmbio          | 13   |            |
| DNS     | 32  | Oscar Larrauri     | EuroBrun-Ford   | 0      | Pane elétrica   | 26   |            |
| DNQ     | 4   | Julian Bailey      | Tyrrell-Ford    |        |                 |      |            |
| DNQ     | 9   | Piercarlo Ghinzani | Zakspeed        |        |                 |      |            |
| DNQ     | 21  | Nicola Larini      | Osella          |        |                 |      |            |
| DNQ     | 10  | Bernd Schneider    | Zakspeed        |        |                 |      |            |
| DNPQ    | 36  | Alex Caffi         | Dallara-Ford    |        |                 |      |            |
| Fontes: |     |                    |                 |        |                 |      |            |

## Tabela do campeonato após a corrida
| Pos.    | Piloto           | Pontos |
| ------- | ---------------- | ------ |
| 1       | Alain Prost      | 9      |
| 2       | Gerhard Berger   | 6      |
| 3       | Nelson Piquet    | 4      |
| 4       | Derek Warwick    | 3      |
| 5       | Michele Alboreto | 2      |
| Fontes: |                  |        |

| Pos.    | Construtor      | Pontos |
| ------- | --------------- | ------ |
| 1       | McLaren-Honda   | 9      |
| 2       | Ferrari         | 8      |
| 3       | Lotus-Honda     | 5      |
| 4       | Arrows-Megatron | 3      |
| Fontes: |                 |        |

- Nota: Somente as primeiras cinco posições estão listadas. Entre 1981 e 1990 cada piloto podia computar onze resultados válidos por temporada não havendo descartes no mundial de construtores.